# مقاطعة ألباني (نيويورك)
مقاطعة ألباني (بالإنجليزية: Albany County)‏ هي إحدى المقاطعات في ولاية نيويورك في الولايات المتحدة الأمريكية.

## أعلام
- ستيفن كلارك